# Уэлсли, Чарльз
Лорд Чарльз Уэлсли (16 января 1808, Дублин — 9 октября 1858, Эпсли-хаус, Лондон) — британский политик, военный и придворный. Второй (младший) сын Артура Уэлсли (1769—1852), 1-го герцога Веллингтона (1814—1852), и Китти Пэкинхэм (1773—1831), дочери Эдуарда Пэкинхэма, 2-го барона Лонгфорда. Старший брат — Артур Ричард Уэлсли, 2-й герцог Веллингтон.

## Биография
Лорд Чарльз Уэлсли от консервативной партии (тори) дважды избирался в Палату общин (депутат от округа Южный Хэмпшир в 1842—1852 и от округа Виндзор в 1852—1855 годах).
Шталмейстер и клерк-маршал королевы Великобритании Виктории.
Генерал-майор британской армии.

## Семья и дети
9 июля 1844 года лорд Чарльз Уэлсли женился на Августе Софии Энн Пирпойнт (ум. 13 июля 1893), дочери дипломата Генри Манверса Пирпойнта (1780—1851) и Леди Софии Сесил (ум. 1823), дочери Генри Сесила, 1-го маркиза Эксетера. Супруги имели шесть детей:
- Леди Александрина Виктория Уэлсли (ум. 3 июля 1933), муж с 6 сентября 1877 года Йон Трэнт Гамильтон, 1-й барон Холмпатрик (1839—1898)
- Леди Мэри Анжела Уэлсли (ум. 26 апреля 1936), муж с 7 сентября 1875 года Джордж Артур Джервойс Скотт (1833—1895), сын Джеймса Винтера Скотта и Люси Джервойс.
- Леди Джорджина Уэлсли (ум. 3 февраля 1880), муж с 22 июля 1874 года Уильям Ролле Малькольм (1840—1923)
- Артур Уэлсли (5 мая 1845 — 7 июля 1846)
- Генри Уэлсли, 3-й герцог Веллингтон (5 апреля 1846  — 8 июня 1900)
- Артур Чарльз Уэлсли, 4-й герцог Веллингтон (15 марта 1849  — 18 июня 1934)

Артур Уэлсли, 2-й герцог Веллингтон, старший брат лорда Чарльза Уэлсли, скончался бездетным в 1884 году. Герцогский титул унаследовал Генри Уэлсли, старший из выживших сыновей Чарльза. В 1900 году Артур Чарльз Уэлсли сменил своего бездетного брата в качестве герцога Веллингтона.